# اتله سلبرگ
اتله سلبرگ (نروژی: Atle Selberg؛ زاده ۱۴ ژوئن ۱۹۱۷ درگذشته ۶ اوت ۲۰۰۷) یک دانشمند در زمینه نظریه اعداد اهل نروژ بود.
وی همچنین برنده جوایزی همچون مدال فیلدز شده است.